# Bánk
Bánk (slovensky Banka) je vesnice v Maďarsku v župě Nógrád, spadající pod okres Rétság. Nachází se asi 3 km východně od Rétságu. V roce 2015 zde žilo 659 obyvatel. Dle údajů z roku 2011 tvoří 84,1 % obyvatelstva Maďaři, 32,5 % Slováci, 0,8 % Němci, 0,2 % Rusíni a 0,2 % Srbové
Sousedními vesnicemi jsou Csécse, Cserhátszentiván, Ecseg, Felsőtold, Jobbágyi, Kozárd a Szurdokpüspöki, sousedním městem Pásztó.